# Букенчи
Букенчи (каз. Бөкенші) — село в Жанасемейском районе Абайской области Казахстана. Административный центр Жиеналинского сельского округа. Код КАТО — 632849100.

## Население
В 1999 году население села составляло 828 человек (415 мужчин и 413 женщин). По данным переписи 2009 года, в селе проживало 786 человек (388 мужчин и 398 женщин).

## Этимология
Современное название села происходит от названия травоядных животных бокенов (сайгаков), обитавших раньше в окрестностях села.
В советское время село носило название "Социалистик" (Социалістік - қаз., т.е. социалистический), в настоящее время данное название всё ещё часто используется людьми старшего поколения.

## Физико-географическая характеристика

### Географическое положение
Расположено на западном берегу реки Иртыш, в 36 км к северо-западу от Семипалатинска. Ближайшая железнодорожная станция Талды на железнодорожной линии Семей—Астана.

### Экологическое состояние
Село Бокенши (Букенчи) включено в официальный перечень населённых пунктов Казахской ССР, пострадавших в результате испытаний на Семипалатинском ядерном полигоне .

## История
Первое упоминание относится к XIX веку, в романе «Путь Абая» Мухтара Ауэзова коротко упомянут топоним села «Бокенши». В этом регионе в царское время компактно проживало ответвление древнего казахского рода найманов — кондыбайцы.

## Экономика
Основа экономики села — развитое животноводство. По состоянию на 1 июля 2009 года на территории, управляемой администрацией села, насчитывалось 17 000 голов овец и коз, 2600 голов крупного рогатого скота, 900 лошадей. В соответствии с областной программой создания мясо-молочного пояса вокруг города Семей село активно участвует в поставке мясо-молочной продукции на рынок города Семей.Также крупная бройлерная птицефабрика. Архивировано из оригинала 15 марта 2010 года., расположенная в соседнем Иртышском сельском округе обеспечивает занятость значительной части сельчан.

## Водоснабжение
Отсутствие централизованной подачи питьевой воды послужило одной из причин демографического упадка в селе. Население Букенчи сократилось с более чем 1500 человек до 1152 человек. Это весьма актуально для данного села.
О его слабой демографии говорит тот факт, что в одиннадцати классах местной средней школы учатся всего 106 детей .
Проблема качественной воды в селе Букенчи  остро стояла 12 лет с 1997 года по 2009 год. Скважины во дворах решить её на должном уровне не могли. На средства, отпущенные в рамках Дорожной карты, строители практически с нуля восстановили водозабор и проложили более шести километров труб, для того, чтобы в каждый дом сельчан пришла качественная питьевая вода. Сметная стоимость реконструкции водозабора и сетей превысила 80 миллионов тенге  (недоступная ссылка). 28 декабря 2009 года здесь была торжественно запущена в действие реконструированная водопроводная сеть с участием главы Восточно-Казахстанской области Бердыбека Сапарбаева . Решение таких и других острых вопросов на селе — одна из прерогатив программы «Дорожная карта».

## Религия
95 % населения Букенчи — этнические казахи, исповедующие ислам суннитского толка.
11 ноября 2004 года в селе Букенчи состоялось открытие новой и единственной мечети (В селе Букенчи ВКО построена новая мечеть). Это первое в истории села здание, специально построенное для мечети. Новая мечеть расположена в центре села, она располагает всеми необходимыми атрибутами для проведения религиозных обрядов. На строительство мечети ушло полгода. Стройматериалы и мебель для мечети были приобретены на средства сельчан и предпринимателей, родившихся и позже уехавших из родного села.
При мечети планировалось открытие медресе для сельской молодежи. Преподавать в медресе должны будут выпускники духовной школы Центральной мечети Семипалатинска.
Однако в настоящее время мечеть пустует.

## Образование
В селе имеется одна общеобразовательная Букенчинская средняя школа , здание которой изначально была рассчитана на 500 учеников. В школе обучается 106 учеников (2009/2010 учебный год), и работает 25 учителей (с 2005 года малокомплектная). За сорокапятилетнюю историю школы в активе школы 6 обладателей золотых медалей (присуждаемых за отличную академическую успеваемость), в том числе 2 стипендиата престижной Президентской образовательной программы «Болашак». В 2004 году школа становилась победителем в номинации «лучшая пригородная школа» среди 23 пригородных школ г.Семипалатинск.
В советское время школой руководил Ветеран труда СССР, кавалер ордена "Знак Почёта" Сулейменов О.С. (1932-2006).
Развитие школы задерживается отсутствием широкополосного доступа в Интернет и малочисленностью детей школьного возраста, вследствие демографической убыли сельского населения. Тем не менее, учащиеся школы в различные годы неоднократно становились призёрами республиканских математических турниров младших школьников «Бастау», республиканского интеллектуального конкурса «Ак бота», зональных, городских, областных предметных олимпиад и соревнований научных проектов.

## Известные люди
Калиев Наубат Калиевич — доктор политических наук, профессор ЕНУ , депутат Мажилиса Парламента Республики Казахстан (01.1996 — 12.1999) работал учителем истории в восьмилетней школе села Букенчи (1966 г.).
Сулейменов Оразбек Сулейменович (1932-2006) - Ветеран труда СССР, кавалер ордена "Знак Почёта", капитан мотострелковых войск в запасе, работал учителем физики, военруком и директором десятилетней школы.